# Estamos Unidos Para Sempre
Estamos Unidos Para Sempre é o terceiro extended play lançado pelos cantores portugueses José Malhoa e Ana Malhoa, lançado a 12 de junho de 1991.

## Faixas
| N.º | Título                     | Compositor(es) | Duração |  |
| 1.  | "I Am Happy"               | José Malhoa    | 5:02    |  |
| 2.  | "O Maior Amor Do Mundo"    | José Malhoa    | 3:47    |  |
| 3.  | "Rap Da Escola"            | José Malhoa    | 4:21    |  |
| 4.  | "O Amanhã Melhor"          | José Malhoa    | 3:49    |  |
| 5.  | "Eu Sei Lá"                | José Malhoa    | 3:41    |  |
| 6.  | "Não Me Mintas Cara Linda" | José Malhoa    | 3:39    |  |
| 7.  | "Xico-Zé"                  | José Malhoa    | 4:12    |  |
| 8.  | "Aprender A Perdoar"       | José Malhoa    | 3:41    |  |
| 9.  | "Levar A Vida A Cantar"    | José Malhoa    | 3:12    |  |
| 10. | "Cantando E Dançando"      | José Malhoa    | 3:40    |  |
| 11. | "Somos Felizes Os Dois"    | José Malhoa    | 3:33    |  |
| 12. | "Ai, Ai, Ai"               | José Malhoa    | 3:43    |  |
| 13. | "Levar A Vida A Cantar"    | José Malhoa    | 3:59    |  |

## Vendas e certificações
| País / Certificadora | Certificação | Vendas |
| -------------------- | ------------ | ------ |
| Portugal AFP         | Ouro         | 25.000 |